# Capitale del Giappone

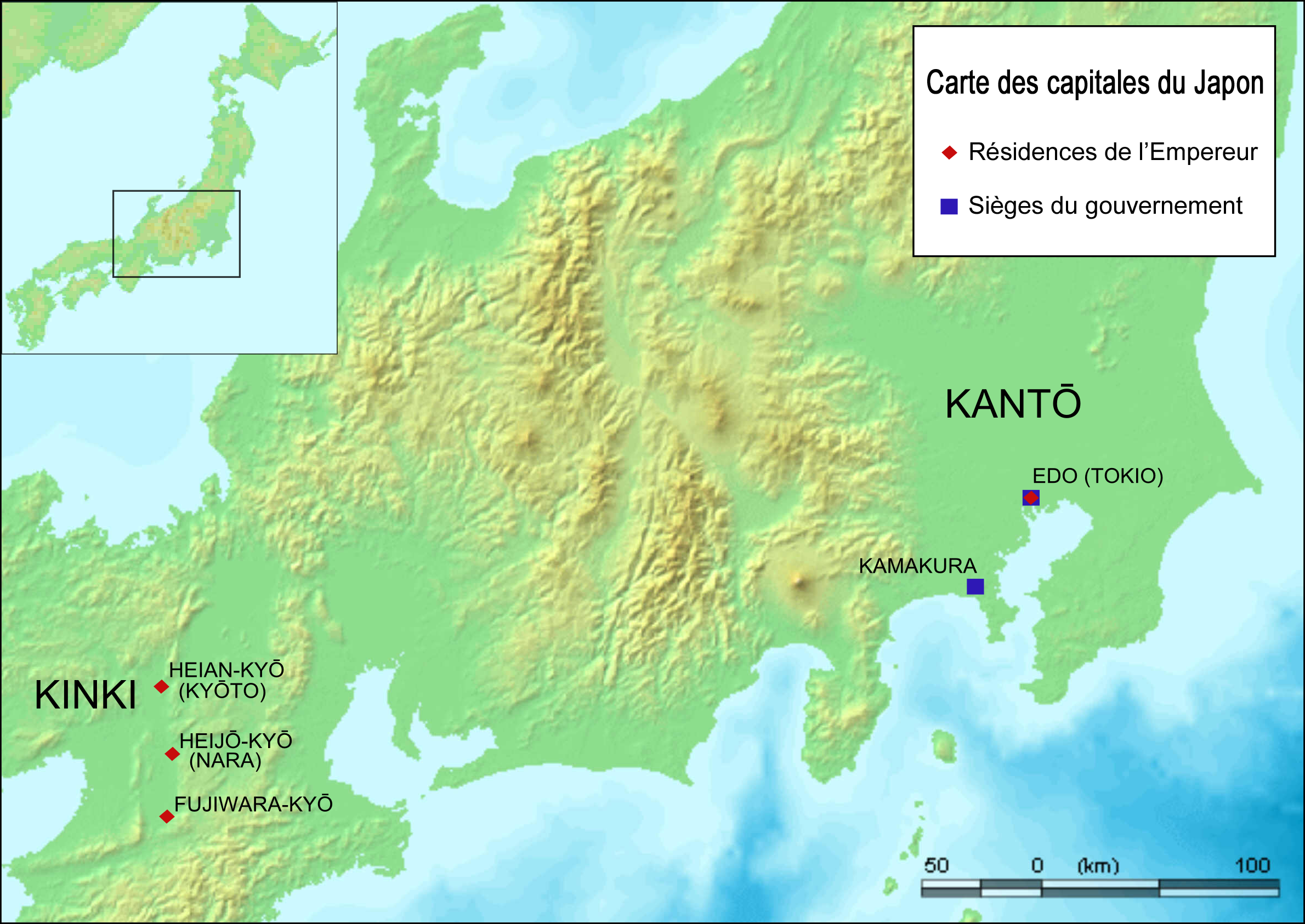
Mappa delle principali città che sono state capitali del Giappone.

Attualmente la capitale (都, anche 京?, miyako; moderna: 首都?, shuto) riconosciuta del Giappone è Tōkyō. Nell'attuale legislazione (首都圏整備法, Legge sullo sviluppo delle aree metropolitane), sebbene esista una definizione di 首都圏 (shuto-ken,?, "area metropolitana"), non esiste una definizione di "capitale" e in passato non è mai stato definito chiaramente il rapporto tra il termine "capitale", che non era comune prima dell'era Meiji, e il termine stesso di "capitale del Giappone".
Nel corso della storia del Giappone, tuttavia, la capitale del Paese è cambiata più volte, con una certa confusione su quale debba essere considerata la rispettiva capitale. Secondo la concezione tradizionale giapponese, il termine capitale è strettamente legato alla residenza del Tennō, che si trovava per lo più nella regione di Kinki (近畿?, "vicino alla capitale") fino al 1868, quando Kyōto (京都市?, lett. "residenza imperiale") fu abbandonata come capitale e residenza imperiale di lunga data.
Le città di residenza imperiale difficilmente corrispondevano a una capitale nel senso di centro di potere politico del Paese, poiché i Tennō raramente hanno avuto un effettivo potere di governo nel corso della storia. Al contrario, il potere politico risiedette a lungo nei governi dello shogunato, che si insediarono lontano dalla corte imperiale all'interno della regione del Kantō, a Kamakura e a Edo. Solo quando il Tennō si trasferì da Kyōto a Edo nel 1868, che fu poi ribattezzata Tōkyō (東京?, lett. "capitale orientale"), il palazzo imperiale e il centro politico del Giappone sono tornati a trovarsi in un unico luogo, poiché Tōkyō è anche la sede del governo giapponese.

## Storia
Tradizionalmente, la residenza dell'imperatore è considerata la capitale. Dal 794 al 1868, l'imperatore visse a Heian-kyō, l'odierna Kyoto. Dopo il 1868, la sede del governo del Giappone e il luogo in cui risiedeva l'imperatore furono spostati a Edo, che fu ribattezzata Tōkyō.
Il termine "capitale" si riferisce alla sede del governo centrale, ma solo dopo la Seconda guerra mondiale il termine "capitale" è diventato di uso comune in Giappone e, da prima della guerra fino a qualche tempo dopo, la città centrale dell'intero impero veniva chiamata "capitale imperiale". Come descritto di seguito, le discussioni sullo status di "capitale" (みやこ?, miyako) esistono fin dal periodo Meiji, quando la capitale fu trasferita a Tōkyō, e l'ex capitale fu tenuta in considerazione nella Costituzione, in quanto l'articolo 11 della precedente legge sulla casa imperiale (abolita il 2 maggio 1947) stabiliva che "la cerimonia di intronizzazione e di assaggio si terrà a Kyoto". Per quanto riguarda il rapporto tra il vecchio termine "miyako" e "capitale", fino a qualche tempo dopo la guerra, in molti casi il termine "capitale" veniva utilizzato per descrivere la "capitale principale", senza che vi fosse una chiara distinzione tra i due. La definizione del termine "capitale" è stata generalmente utilizzata a partire dalla promulgazione della "Legge sulla costruzione della capitale" nel 1950 (Shōwa 25).
Fin dall'inizio della storia, la capitale del Giappone è stata trasferita in una nuova località in base alla volontà dell'imperatore di trasferire la capitale in un nuovo luogo. Dal trasferimento della capitale a Heian-kyō (nel centro dell'attuale città di Kyoto, prefettura di Kyoto) da parte dell'imperatore Kammu il 4 dicembre 794 (8 novembre 13º anno dell'era Enryaku), non è stato emesso alcun proclama relativo al trasferimento della capitale e né la Costituzione imperiale del Giappone e le altre leggi precedenti, né la Costituzione del Giappone e le altre leggi esistenti indicano dove si trova la capitale giapponese.
Tra i motivi per cui oggi si considera convenzionalmente Tōkyō come unica capitale c'è il fatto che l'attuale Costituzione del Giappone, promulgata dopo la guerra quando il termine "capitale" è entrato nell'uso generale, definisce l'imperatore come un "simbolo" e, in quanto città in cui siede permanentemente, può essere considerata una "miyako" simbolica che ha ereditato lo status di capitale imperiale prebellica. La città ha l'aspetto esterno di un centro politico interno di un Paese, con la Dieta (ramo legislativo), la residenza ufficiale del Primo Ministro e i ministeri centrali (ramo esecutivo) e la Corte Suprema (ramo giudiziario), l'organo più alto dei tre rami del governo, situati nel quartiere Chiyoda di Tōkyō.

## Tōkyō capitale
Nel primo anno dell'era Meiji fu elaborato un piano per spostare la capitale da Kyoto a Osaka e successivamente a Edo, ma fu osteggiato dalla nobiltà, dai conservatori e dai cittadini di Kyoto. Con la guerra Boshin ancora in corso e la situazione politica immediatamente successiva alla Restaurazione Meiji in stato di agitazione, inoltre, l'insoddisfazione per il processo decisionale di vari clan e fazioni all'interno e all'esterno del governo ha fatto sì che la questione diventasse un problema politico, soprattutto perché gli espatriati e i secessionisti Kurume e Higo erano legati ad alcuni nobili (questo movimento si sviluppò nella più nota Ribellione di Saga, nella Ribellione Shinpūren e in altre ribellioni di samurai nelle regioni di Kyūshū e Yamaguchi) e persino la visita dell'imperatore da parte del nuovo governo Meiji era osteggiata dal nuovo centro governativo come un'intrusione politica. Per questo motivo, il viaggio dell'Imperatore verso est non fu annunciato come un trasferimento della capitale (遷都?, sento), ma fu effettuato secondo formulazioni e procedure più attente.
La città di Tōkyō, sede del governo giapponese e del Tennō, è oggi generalmente considerata la capitale del Giappone. Tuttavia, ci sono delle particolarità:
- La città di Tokyo è stata sciolta nel 1943. La funzione di capitale è quindi svolta dai 23 quartieri speciali di Tokyo, che sono quasi considerati città a sé stanti.
- C'è una disputa su quando Tokyo sia diventata capitale. Alcuni sostengono che ciò avvenne con la formazione della prefettura di Tokyo nel 1868, altri affermano che fu nello stesso anno ma quando il Castello di Edo divenne il Castello di Tōkei (Tokyo), altri ancora affermano che non fu capitale fino al 1869 quando il Castello di Tōkei (Tokyo) divenne il Castello Imperiale (ora Kōkyo).
- Mentre un editto imperiale ordinò il trasferimento della capitale a Heian-kyō, non esiste nulla di simile per il trasferimento da Kyōto a Tokyo.

Dopo la Seconda guerra mondiale, la nuova Costituzione giapponese ha trasferito la sovranità dello Stato giapponese dal Tennō al popolo, rappresentato dal governo giapponese, che ha sede a Tokyo.
Nel 1941 (Showa 16) il Ministero dell'Istruzione pubblicò un libro intitolato "Storia della Restaurazione Meiji". In questo libro si faceva riferimento alla "designazione di Tōkyō come capitale" (東京奠都?, Tōkyō-tento) ma non si parlava di "trasferimento della capitale a Tōkyō" (東京遷都?, Tōkyō-sento).

## Lista delle capitali
Nella lista seguente, le epoche antiche si basano sulle descrizioni delle 記紀 (Kiki?, Cronache) (nome cumulativo del Kojiki e del Nihon shoki), comprese quelle la cui esistenza o ubicazione non è stata identificata archeologicamente. Generalmente, si tende a parlare di trasferimento della capitale a partire dal regno del 33º imperatore Suiko.

### Leggendarie
Questo elenco di capitali leggendarie del Giappone inizia con il regno del primo imperatore Jimmu.
- Kashihara, Yamato ai piedi del Monte Unebi durante il regno dell'imperatore Jimmu[6]
- Kazuraki, Yamato durante il regno dell'imperatore Suizei[6]
- Katashiha, Kawachi durante il regno dell'imperatore Annei[6]
- Karu, Yamato durante il regno dell'imperatore Itoku[6]
- Waki-no-kami, Yamato durante il regno dell'imperatore Kōshō[6]
- Muro, Yamato durante il regno dell'imperatore Kōan[6]
- Kuruda, Yamato durante il regno dell'imperatore Kōrei[6]
- Karu, Yamato durante il regno dell'imperatore Kōgen[6]
- Izakaha, Yamato durante il regno dell'imperatore Kaika[6]
- Shika, Yamato (Palazzo di Mizugaki) durante il regno dell'imperatore Sujin[6]
- Shika, Yamato (Palazzo di Tamagaki) durante il regno dell'imperatore Suinin[6]
- Makimuko, Yamato (Palazzo di Hishiro) durante il regno dell'imperatore Keikō[6]
- Shiga, Ōmi (Palazzo di Takaanaho) durante il regno dell'imperatore Seimu[6]
- Ando, Nara (Palazzo di Toyoura) durante il regno dell'imperatore Chūai[6]
- Kashiki (odiena Fukuoka), Chikuzen durante il regno dell'imperatore Chūai[6]

### Storiche

#### Periodo Kofun
Sebbene il periodo di Kofun sia noto, nessuno dei regni citati in questo elenco è stato verificato storicamente.
- Karushima, Yamato (Palazzo di Akira), regno dell'imperatore Ōjin[6]
- Naniwa, Settsu (Palazzo di Takatsu), regno dell'imperatore Nintoku[6]
- Iware, Yamato[7] (Palazzo di Wakasakura), regno dell'imperatore Richū
- Tajihi, Kawachi[8] (Palazzo di Shibakaki), regno dell'imperatore Hanzei
- Asuka, Yamato (Palazzo di Tohotsu), regno dell'imperatore Ingyō[6]
- Isonokami, Yamato (Palazzo di Anaho), regno dell'imperatore Ankō[6]
- Sakurai, Nara (Palazzo Hatsuse no Asakura), 457-479[9] sotto l'imperatore Yūryaku[6]
- Sakurai, Nara (Palazzo Iware no Mikakuri), 480-484[9] sotto il regno dell'imperatore Seinei[6]
- Asuka, Yamato (Palazzo Chikatsu-Asuka-Yatsuri), 485-487[10][9] sotto il regno dell'imperatore Kenzō[6]
- Tenri, Nara (Palazzo Isonokami Hirotaka), 488-498[9] sotto l'imperatore Ninken[6]
- Sakurai, Nara (Palazzo Nimiki), 499-506 sotto l'imperatore Buretsu[6]

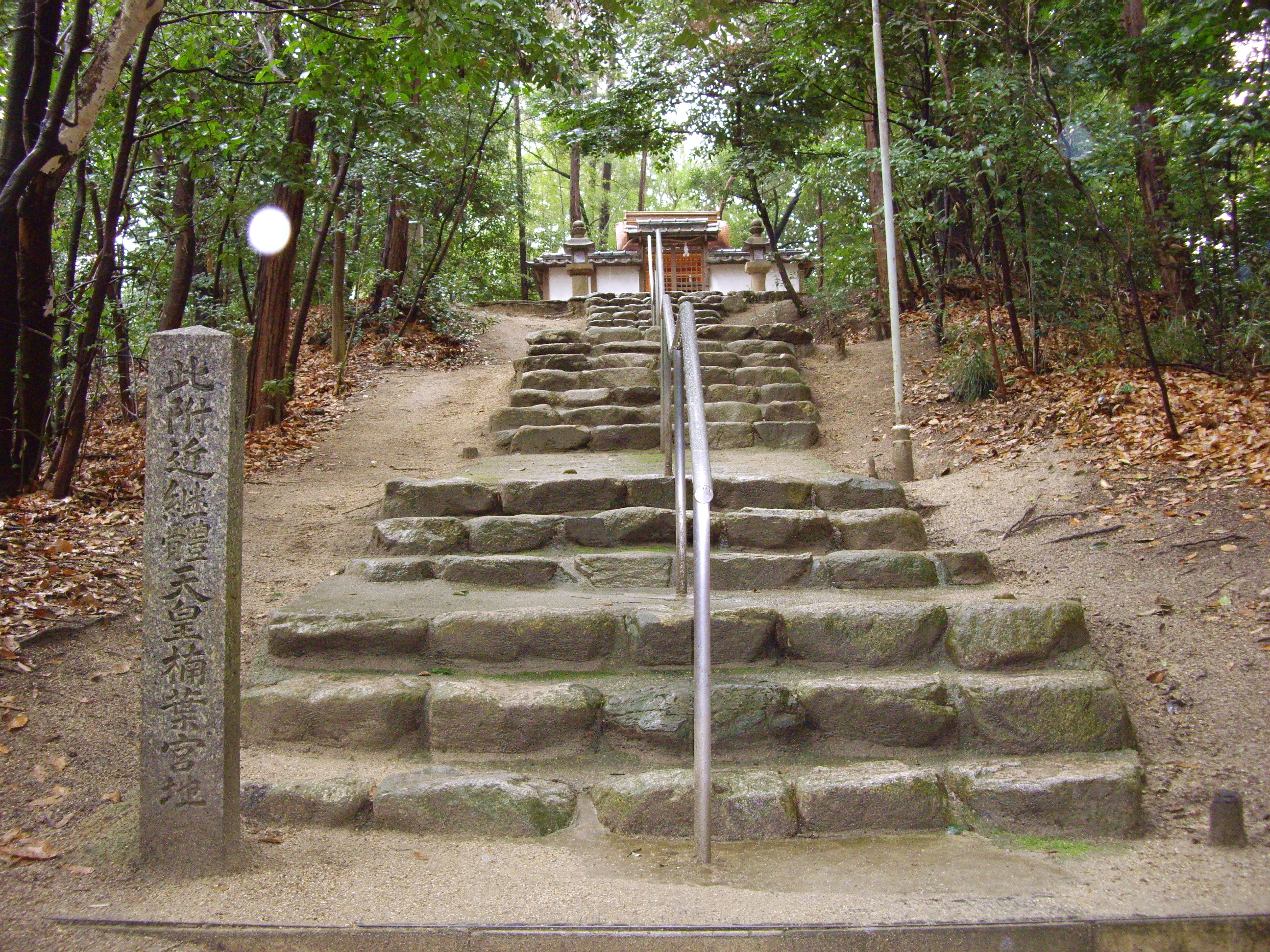
Sito tradizionale del Palazzo Kusuba-no-Miya nella Prefettura di Osaka

- Hirakata, Osaka[11] (Palazzo Kusuba), 507-511 sotto l'imperatore Keitai[6]
- Kyōtanabe, Kyoto[9][12] (Palazzo Tsutsuki), 511-518 sotto l'imperatore Keitai[6]
- Nagaoka-kyō (Palazzo Otokuni), 518-526 sotto il regno di Keitai[13][6]
- Sakurai, Nara (Palazzo Iware no Tamaho), 526-532 sotto il regno di Keitai[6]
- Kashihara, Nara (Palazzo Magari no Kanahashi), 532-535 sotto l'imperatore Ankan[6]
- Sakurai, Nara (Palazzo Hinokuma no Iorino), 535-539 sotto il regno dell'imperatore Senka[6]

#### Periodo Asuka
- Asuka, Yamato (Palazzo Shikishima no Kanasashi), 540-571[9] sotto l'imperatore Kinmei[6]
- Kōryō, Nara (Palazzo Kudara no Ohi), 572-575 sotto l'imperatore Bidatsu[6]
- Sakurai, Nara (Palazzo Osata no Sakitama o Osada no Miya), 572-585[14] sotto l'imperatore Bidatsu[6]
- Distretto di Shiki, Nara (Palazzo Iwareikebe no Namitsuki), 585-587[14] sotto l'imperatore Yōmei[6]
- Distretto di Shiki, Nara (Palazzo Kurahashi no Shibagaki), 587-592[9] sotto l'imperatore Sushun[6]
- Asuka, Yamato (Palazzo Toyura o Toyura-no-miya), 593-603[15] sotto l'imperatrice Suiko[6]
- Asuka, Yamato (Palazzo Oharida o Oharida-no-miya), 603-629[15] sotto il regno di Suiko[6]
- Asuka, Yamato (Palazzo Okamoto o Oakmoto-no-miya), 630-636[15] nel regno dell'imperatore Jomei[6]
- Kashihara, Nara (Palazzo Tanaka o Tanaka-no-miya), 636-639[15] nel regno dell'imperatore Jomei[6]
- Kōryō, Nara (Palazzo Umayasaka o Umayasaka-no-miya), 640[15] nel regno dell'imperatore Jomei[6]
- Kōryō, Nara (Palazzo Kudara o Kudara-no-miya), 640-642[15] nel regno dell'imperatore Jomei[6]
- Asuka, Yamato (Palazzo Oharida), 642-643[15] nel regno dell'imperatrice Kōgyoku[6]
- Asuka, Yamato (Palazzo Itabuki o Itabuki no miya), 643-645[15] nel regno dell'imperatrice Kōgyoku[6]
- Osaka (Palazzo Naniwa Nagara-Toyosaki), 645-654[16] sotto l'imperatore Kōtoku[6]
- Asuka, Yamato (Palazzo Itabuki), 655-655[15] sotto il regno di Kōtoku[6]
- Asuka, Yamato (Palazzo Kawahara o Kawahara-no-miya), 655-655[15] nel regno dell'imperatrice Saimei[6]
- Asuka, Yamato (Palazzo Okamoto o Nochi no Asuka-Okamoto-no-miya), 656-660[15] nel regno dell'imperatrice Saimei[6]
- Asakura, Fukuoka (Palazzo Asakura no Tachibana no Hironiwa o Asakure no Tachibana no Hironiwa-no-miya), 660-661[15] nel regno dell'imperatrice Saimei[6]
- Osaka, (Palazzo Naniwa Nagara-Toyosaki), 661-667 nel regno dell'imperatore Tenji[6]
- Ōtsu, Shiga (Palazzo Ōmi Ōtsu o Ōmi Ōtsu-no-miya), 667-672 nel regno dell'imperatore Tenji[6]
- Ōtsu, Shiga (Palazzo Ōmi Ōtsu o Ōmi Ōtsu-no-miya), 672 nel regno dell'imperatore Kōbun[6]
- Asuka, Yamato (Palazzo Kiyomihara o Kiomihara-no-miya), 672-686[15] sotto il regno dell'imperatore Tenmu[6]
- Asuka, Yamato (Palazzo Kiyomihara o Kiomihara-no-miya), 686-697[15] sotto il regno dell'imperatrice Jitō[6]

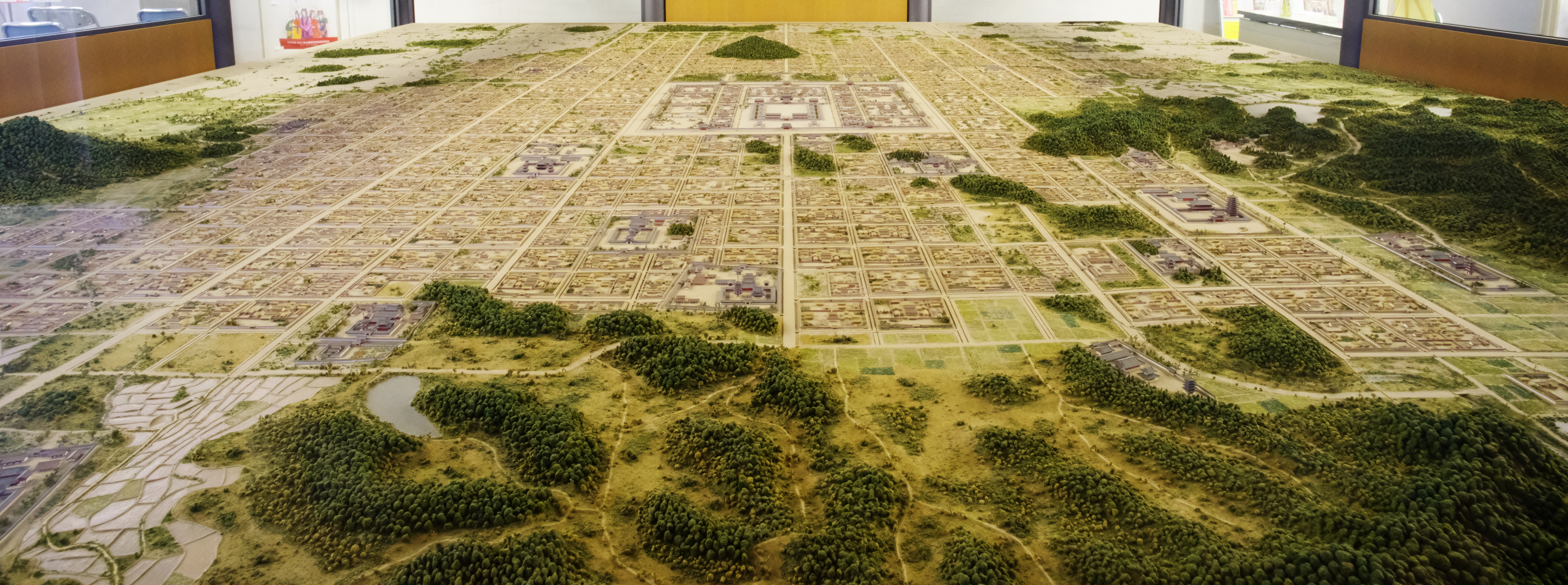
Modello in scala 1/1000 di Fujiwara-kyō, conservato nella sala di consultazione di Kashihara-shi Fujiwara-kyō

- Fujiwara-kyō (Palazzo Fujiwara), 694-710[17] sotto l'imperatore Monmu[6]

#### Periodo Nara

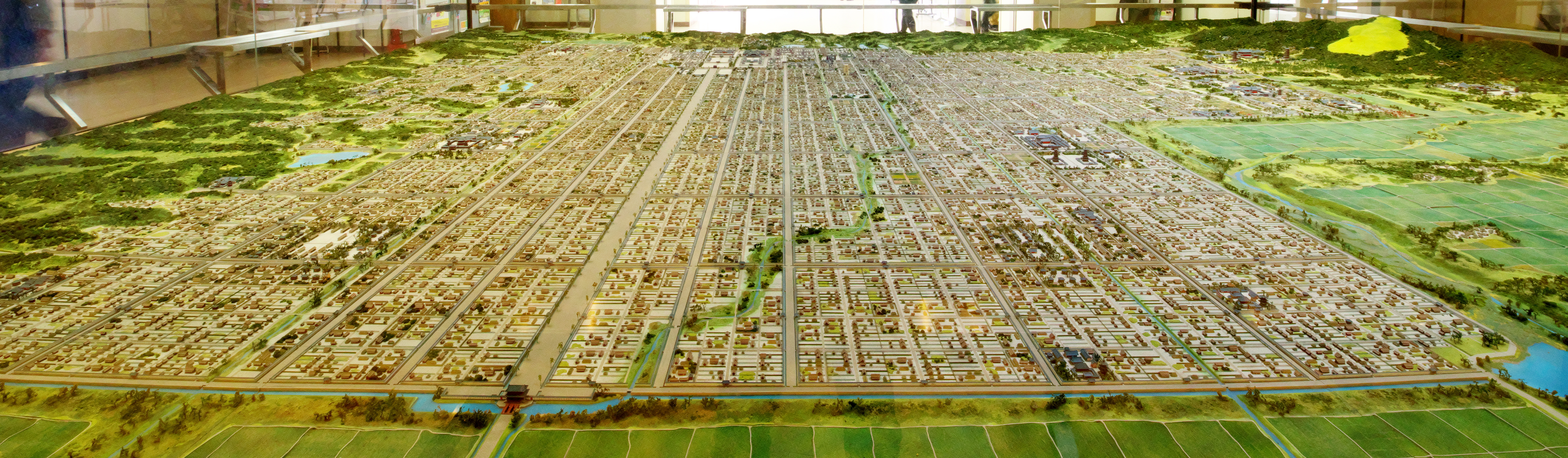
Modello in scala 1/1000 di Heijō-kyō, custodito dal Municipio di Nara

- Heijō-kyō (Palazzo Heijō), 707–715[18] nel regno dell'imperatrice Genmei[6]
- Heijō-kyō (Palazzo Heijō), 715-724[18] nel regno dell'imperatrice Genshō[6]
- Heijō-kyō (Palazzo Heijō), 724-740[18] nel regno dell'imperatore Shōmu[6]
- Kuni-kyō (Palazzo Kuni), 740-744[19] nel regno dell'imperatore Shōmu[6]
- Naniwa-kyō (Palazzo Naniwa), 744[20] nel regno dell'imperatore Shōmu[6]
- Naniwa-kyō, Palazzo Shigaraki, 744-745[20] nel regno dell'imperatore Shōmu[6]
- Heijō-kyō (Palazzo Heijō), 745-749[18] nel regno dell'imperatore Shōmu[6]
- Heijō-kyō (Palazzo Heijō), 749-758[18] sotto il regno dell'imperatrice Kōken[6]
- Heijō-kyō (Palazzo Heijō), 758-764[18] sotto il regno dell'imperatore Junnin[6]
- Heijō-kyō (Palazzo Heijō), 764-770[18] sotto il regno dell'imperatrice Shōtoku[6]
- Heijō-kyō (Palazzo Heijō), 770-781[18] sotto il regno dell'imperatore Kōnin[6]
- Heijō-kyō (Palazzo Heijō), 781-784[18] sotto l'imperatore Kanmu[6]
- Nagaoka-kyō (Palazzo Nagaoka), 784-794[21] sotto l'imperatore Kanmu[6][22]

#### Periodo Heian

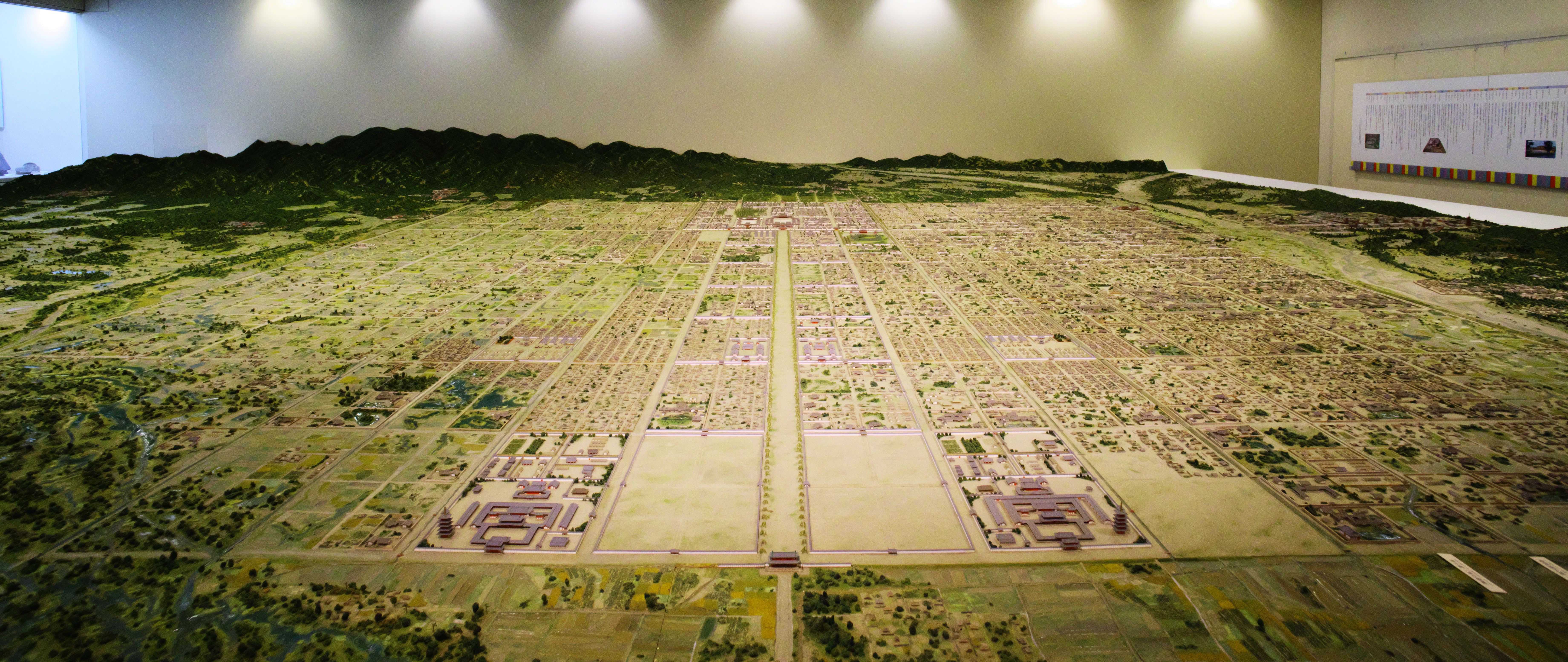
Modello in scala 1/1000 di Heian-kyō, conservato dal Kyoto City Heiankyo Sosei-Kan Museum

- Heian-kyō (Palazzo Heian), 794-1180[23] sotto i regni di Kanmu e altri[6]
- Fukuhara-kyō (Palazzo Fukuhara), 1180[24] sotto il regno dell'imperatore Antoku[6]

#### Giappone medievale e primo periodo moderno
- Heian-kyō o Kyōto (Palazzo di Heian), 1180-1868[23]
- Yoshino (periodo Nanboku-chō), 1336-1392

#### Giappone moderno
- Tōkyō (Kōkyo), 1868-oggi[3][25]

### Capitali storiche
- Hiraizumi è stata la capitale totalmente indipendente della dinastia dei Fujiwara settentrionali (Ōshū) con sede nella regione di Tōhoku, in seguito alla sconfitta delle tribù degli Emishi.
- Hakodate fu la capitale della Repubblica di Ezo, che ebbe vita breve (1869).
- Shuri fu la capitale del Regno delle Ryūkyū (1429-1879) e Urasoe fu la capitale di Chuzan almeno dal 1350, che precedette il Regno delle Ryūkyū.